# KK Igokea
El Košarkaški klub Igokea, o KK Igokea, es un equipo de baloncesto bosnio que compite en la Liga de baloncesto de Bosnia y Herzegovina, la primera división del país. Tiene su sede en la ciudad de Bosanski Aleksandrovac. Disputa sus partidos en el Laktaši Sports Hall, con capacidad para 3.050 espectadores.

## Historia
El equipo, en un principio llamado KK Potkozarje, fue fundado el 23 de julio de 1973 en Bosanski Aleksandrovac, Laktaši, por un grupo de entusiastas, que tenía el objetivo principal de ofrecer a los jóvenes locales la oportunidad de aprender a jugar al baloncesto. Con ese objetivo, no es de extrañar que los primeros resultados notables del club se produjeron en las categorías inferiores en la antigua Yugoslavia. En la segunda mitad de los años 90, el club fue renombrado como Igokea y en 2000 llegaron los primeros trofeos del equipo absoluto, cuando ganó tanto la liga como la copa de la República Srpska.
Ese mismo año se construyó en Aleksandrovac un nuevo pabellón nombrado en honor a Nenad Baštinac, el primer presidente del club en su historia. Sólo un año después, el club ganó su primera liga bosnia. En 2010, al lograr el segundo puesto en la liga, Igokea aseguró una plaza en la ABA Liga por primera vez en su historia y ese mismo año el club se trasladó al nuevo pabellón, el Laktaši Sports Hall.

## Palmarés
- Liga de Bosnia y Herzegovina
  - Campeón (10): 2001, 2013, 2014, 2015, 2016, 2017, 2020, 2022, 2023, 2024

- Copa de Bosnia y Herzegovina
  - Campeón (11): 2007, 2013, 2015, 2016, 2017, 2018, 2019, 2021, 2022, 2023, 2025